# Gonolobus fimbriatiflorus
Gonolobus fimbriatiflorus är en oleanderväxtart som först beskrevs av Morillo, och fick sitt nu gällande namn av W.D. Stevens. Gonolobus fimbriatiflorus ingår i släktet Gonolobus och familjen oleanderväxter. Inga underarter finns listade i Catalogue of Life.